# 이종국 (1957년)
이종국(1957년, 경상남도 ~ )은 대한민국의 공기업인, 전 공무원이다. 

## 출신 학교
- 동아대학교 대학원 마케팅학 석사
- 한국항공대학교 대학원 정보공학 석사
- 서울과학기술대학교 대학원 철도경영정책학 박사

## 경력
- 2004.03 건설교통부 철도기술과장
- 2008.03 항동철도국 고속철도과장
- 2011.03 국토해양부 고속철도과장
- 2012.05 국토교통부 철도안전기획단장
- 2014.07 부산지방항공청 청장
- 2015.05 국토교통과학기술진흥원 부원장, 총괄본부장
- 2019.01 ~ 2021.07 제6대 부산교통공사 사장

| 전임 박종흠 (권한대행)박영태 | 제6대 부산교통공사 사장 2019년 1월 17일 ~ 2021년 7월 23일 | 후임 (권한대행)이동렬 |

| 전임 권태명 | 제4대 에스알 대표이사 2021년 12월 27일 ~ 2024년 12월 26일 |  |